# Paleta de rotación Cheng
La paleta rotativa Cheng (CRV) consiste en una paleta fija cuya misión es el acondicionamiento del flujo de fluidos fabricado dentro de una pieza de tubería como una sola unidad y soldado directamente aguas arriba de un codo antes de la entrada de la bomba, los medidores de flujo, los compresores u otros equipos aguas abajo.
La paleta giratoria Cheng se utiliza para eliminar la turbulencia, la cavitación, la erosión y la vibración inducidas por los codos, que afectan al rendimiento de la bomba, la vida útil de las juntas y del impulsor, provocan fallos en los cojinetes, afectan a la precisión de los medidores de caudal y provocan roturas de tuberías, entre otros problemas comunes. 